# Dudley Randall
Dudley Randall ( Washington D. C., Estados Unidos, 14 de enero de 1914 - Southfield, Míchigan, ídem- 5 de agosto de 2000) fue un poeta afroamericano y editor de poesía de Detroit, Estado de Míchigan. Fundó en 1965 una editorial pionera llamada Broadside Press que publicó obras de muchos de los principales escritores afroamericanos, entre ellos Melvin Tolson, Sonia Sánchez, Audre Lorde, Gwendolyn Brooks, Etheridge Knight, Margaret Walker y otros.
El poema más conocido de Randall es "La balada de Birmingham", escrito en respuesta al atentado de 1963 contra la Iglesia Bautista de la calle 16 en Birmingham, Estado de Alabama, en el que murieron cuatro niñas. La poesía de Randall se caracteriza por la simplicidad, el realismo y lo que un crítico ha llamado la "estética de la liberación".  Otros poemas conocidos de él incluyen "Un poeta no es un Jukebox", "Booker T. y WEB", y "El perfil en la almohada". 

## Vida
Dudley Randall nació el 14 de enero de 1914, en Washington D. C., hijo de Arthur George Clyde (un ministro congregacional) y Ada Viola (Bradley) Randall (un maestro). Randall fue el tercero de cinco hijos, incluidos James, Arthur, Esther y Phillip. Su familia se mudó a Detroit en 1920, y fijó allí su residencia. Se casó con Ruby Hands en 1935, y poco después tuvo una hija, Phyllis Ada. Este matrimonio se disolvió, y Randall se casó con Mildred Pinckney en 1942, pero este matrimonio tampoco duró y en 1957, se casó con Vivian Spencer.
Randall desarrolló un interés en la poesía a una edad temprana. En 1927, a la edad de 13 años, su primer poema publicado, un soneto, apareció en el Detroit Free Press y ganó el primer premio, consistente en un dólar, en la "Página de Jóvenes Poetas". La inspiración inicial provino del padre de Randall que lo llevó con sus hermanos a escuchar a destacados escritores y artistas afroamericanos, incluido W.E.B. Du Bois, Walter Francis White, James Weldon Johnson y otros. Después de graduarse en 1930 en la Eastern High School trabajó en una fundición de Ford Motor Company en Dearborn, Míchigan, de 1932 a 1937 y como empleado en una oficina de correos en Detroit desde 1938 hasta 1943. Durante la Segunda Guerra Mundial sirvió en el ejército estadounidense en el Sur del Pacífico. Al ser desmovilizado trabajó en una oficina de correos mientras asistía a la Wayne State University en Detroit, donde obtuvo una licenciatura en inglés en 1949. Randall luego completó su maestría en Bibliotecología en la Universidad de Míchigan en 1951; trabajó como bibliotecario en la Lincoln University en Jefferson City, Missouri, y más tarde en el Morgan State College en Baltimore, Maryland. En 1956, regresó a Detroit para trabajar en el Sistema de Bibliotecas Federadas del Condado de Wayne como jefe del departamento de préstamos interbibliotecarios de referencia. De 1969 a 1976, Randall fue bibliotecario de referencia en la Universidad de Detroit (ahora la Universidad de Detroit Mercy), y también se desempeñó como Poeta en Residencia de la Universidad. En su honor se estableció en 1971 el Premio Dudley Randall Poet-in-Residence y todavía es un evento anual en la Universidad el Concurso de Poesía Dudley Randall.

## Obras
En 1966, Broadside Press publicó Poema Counterpoem, escrito por Randall con Margaret Danner, fundadora de Boone House, un centro cultural negro en Detroit, donde ambos leen su trabajo. En palabras de R. Baxter Miller, "Tal vez el primero de su tipo, el volumen contiene diez poemas de Danner y Randall. Los poemas se alternan para formar una especie de doble comentario sobre los temas que abordan en común. Repleto de alusiones a la historia social e intelectual, los versículos acentúan la crianza y el crecimiento. En 'The Ballad of Birmingham' Randall establece el progreso racial como una especie de florecimiento, mientras recuenta el incidente ". La siguiente publicación de Randall fue Cities Burning (1968), un grupo de trece poemas, en respuesta a un disturbio en Detroit. Otros catorce poemas aparecieron en Love You (1970), seguidos por More to Remember (1971) y After the Killing (1973).
Naomi Long Madgett escribe: "Su interés en Rusia, aparente en sus traducciones de poemas de Aleksander Pushkin ('I Loved You Once,' After the Killing) y Konstantin Simonov ('My Native Land' y 'Wait for Me' en A Letanía de Friends), se realzó con una visita a la Unión Soviética en 1966. Su identificación con África, realzada por su asociación con la poeta Margaret Esse Danner de 1962 a 1964 y su estudio en Ghana en 1970, es evidente en poemas como "African Suite "(Después de la matanza)."
Randall recibió muchos premios a lo largo de su carrera, que incluyen:
• 1962 y 1966: Premio Wayne State Tompkins a la poesía y la poesía y la ficción 
• 1973: Premio Kuumba Liberation 
• 1975: Placa como alumno distinguido de la Universidad de Míchigan 
• 1977: Premio a la Conferencia Internacional de Escritores Negros 
• 1981: Premio Creative Artist en Literatura, Consejo de las Artes de Míchigan [10]
En 1981, Randall fue nombrado Poeta Laureado de la Ciudad de Detroit por el Alcalde Coleman Young. Randall murió el 5 de agosto de 2000, a la edad de 86 años, en Southfield, Míchigan. En mayo de 2001, la Biblioteca del Campus McNichols de la Universidad de Detroit Mercy fue designada National Literary Landmark por Friends of Libraries USA (ahora la Asociación de Fiduciarios de Bibliotecas, Defensores, Amigos y Fundaciones) y el Centro Dudley Randall de Cultura de la UDM recibió su nombre en su honor. El Premio de Poesía Dudley Randall se otorga a un estudiante de la Universidad de Detroit Mercy cada año.
El 12 de enero de 2014, se celebró el centenario del nacimiento de Dudley Randall en la Biblioteca Mercy de la Universidad de Detroit. La laureada del Poeta de Detroit Naomi Long Madgett habló sobre su amistad y colaboraciones con Randall. El poeta y el profesor Dr. Gloria House leyeron selecciones de la poesía de Dudley Randall. El poeta Albert M. Ward y los ganadores del concurso de poesía Dudley Randall Deonte Osayande y Lori Allan leyeron su trabajo.

## Broadside Press
Randall fue el editor de Broadside Press desde 1965 hasta 1977, cuando la vendió al Centro Conmemorativo Alexander Crummell, aunque continuó sirviendo como consultor. La editorial comenzó porque Randall quería establecer un derecho de autor sobre dos poemas que Jerry Moore estaba poniendo a la música, "Ballad of Birmingham" y "Dressed All in Pink". Su idea surgió en 1965 cuando, durante la Conferencia de Escritores en Fisk University, Randall vio a Margaret Walker practicar su recitación de un poema sobre Malcolm X que iba a representar. Cuando Randall comentó sobre la cantidad de poemas publicados sobre Malcolm, Margaret Burroughs sugirió la idea de una antología. Randall y Burroughs comunicaron sus intenciones de editar un libro de poesía sobre Malcolm X en la conferencia, y sus colegas poetas y editores respondieron con entusiasmo, algunos incluso se rehusaron a que les pagaran por su trabajo.